# Condado de Campbell (Wyoming)
O Condado de Campbell (em inglês:  Campbell County) é um dos 23 condados do estado americano do Wyoming. A sede e maior cidade do condado é Gillette. Foi fundado em 1911.
O condado possui uma área de 12 449 km², dos quais 12 439 km² estão cobertos por terra e 10 km² por água, uma população de 46 133 habitantes, e uma densidade populacional de 3,7 hab/km² (segundo o censo nacional de 2010). É o terceiro condado mais populoso do Wyoming.